# 大分きゃんバス

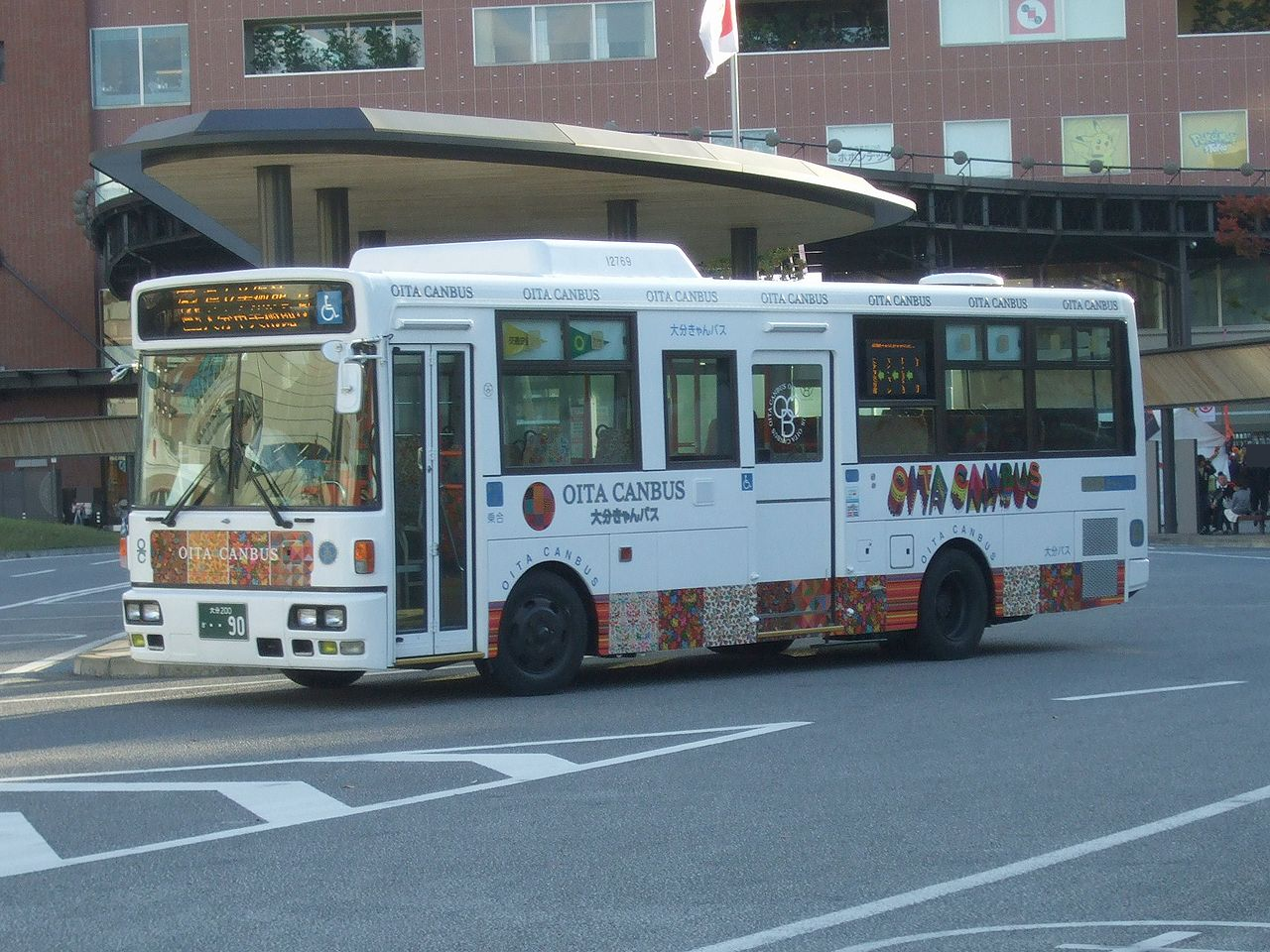
現行の専用車両（大分バス）

中心市街地循環バス「大分きゃんバス」（ちゅうしんしがいちじゅんかんバス おおいたきゃんバス）は、大分市が運行する中心市街地を循環するコミュニティバスである。大分バスと大分交通が運行を担当している。

## 概要
中心市街地を循環し、大分市美術館と大分県立美術館とを結ぶ路線である。大分きゃんバスを使ってこれら2つの美術館をめぐり、学芸員から説明を受けるまちなかアートツアーも開催されている。
愛称の「大分きゃんバス」および旧称の「大分きゃんばす」は、バスと絵画のキャンバスを掛けている。

## 歴史
2015年（平成27年）6月13日に中心市街地循環バス「大分きゃんばす」の実証運行を開始。2年間の実証運行を経て、2017年（平成29年）10月から経路及びダイヤを変更して本格運行を開始した。なお、大分きゃんばすの実証運行開始に伴い、路線が重複する大分バスの駅南循環線は同年6月12日をもって運行を休止した。
2018年（平成30年）3月30日には車両を水戸岡鋭治デザインにリニューアルし、これを機に愛称を「大分きゃんバス」に変更した。

### 沿革
- 2015年（平成27年）6月13日 - 実証運行開始[2][1][8]。
- 2016年（平成28年）
  - 2月8日 - ルート見直しに伴いダイヤ改正[1]及び系統番号が付く[要出典]。
  - 5月31日 - 宮下あきらが描いた大友義鎮（宗麟）やくまモンがデザインされた熊本地震復興のラッピングバスの運行開始[9]。
  - 11月21日 - 協賛店舗や美術館等の施設で特典が受けられる「1日乗車券とくとくマップ」サービスを開始（2017年3月31日まで）[10]。
- 2017年（平成29年）10月1日 - 本格運行を開始。オアシスひろば前（県立美術館入口）停留所名称をガレリア竹町西に変更。
- 2018年（平成30年）3月30日 - 全車両（3台）を水戸岡鋭治デザインにリニューアルして運行開始。愛称を「大分きゃんばす」から「大分きゃんバス」に変更[6][7]。
- 2019年（平成31年）4月1日 - トキハ・フォーラス前停留所名称を中央通り6に変更。
- 2022年（令和4年）4月1日 - 大友氏館跡西側入口停留所新設に伴いルート変更、大分県立聾学校前停留所名称を東大道2丁目に変更。金池、ガレリア竹町西停留所を廃止
- 2024年（令和6年）12月31日・2025年（令和7年）1月1日 - この年以降の年末年始は運休となる。

## 運賃・乗車券類
- 運賃：大人100円、小学生以下及び身障者50円[11]
- 大分きゃんバス専用1日乗車券：大人200円、小学生以下及び身障者100円[11]
  - 大分バス総合案内所（トキハ本店1階）、大分交通大分駅前バスセンター（大交セントラルビル1階）、大分県立美術館（館内ミュージアムショップ）、大分市美術館（館内ミュージアムショップ）、大分市観光案内所（大分駅構内）で発売[11]
  - 2017年10月1日に、大人300円から200円に（子供および身障者は150円から100円に）値下げした[12]。
  - 2018年1月2日から1日乗車券を提示すると美術館や協賛店舗で特典が受けられるサービスを実施[13]。なお、2016年11月21日から2017年3月31日までの間も、協賛店舗や美術館等の施設で特典が受けられる「1日乗車券とくとくマップ」サービスを実施し[10]、その後も美術館での観覧料割引を継続していた[14]。
- 運賃支払いには、上記の現金ならびに1日乗車券のほか、全国交通系10社ICカード、SUNQパス（北部九州版・全九州版）も利用可能[11][15]。

## 現行路線

### 2022年4月1日 -
- 要町 - 大分駅前7番 - 中央通り6（セントポルタ前） - 竹町赤レンガ通り - 昭和通り - オアシス広場前（県立美術館南） - 大道校区公民館前 - 大分駅上野の森口 - ホルトホール大分 - 東大道1丁目 - 東大道2丁目 - 上野丘公園 - 大分市美術館 - 上野丘公園 - 東大道2丁目 - 東大道1丁目 - ホルトホール大分 - 大分駅上野の森口 - 大友氏館西側入口 - コンパルホール入口 - 県庁正門前 - 大分市役所合同新聞社前 - 竹町 - 中央通り④ - 大分駅前（降車のみ） - 要町（降車のみ）

所要時間は46分、最終便のみ52分。

## 過去の路線

### 2019年4月1日 - 2022年3月31日
- 要町 - 大分駅前7番 - 中央通り⑥（セントポルタ前） - 竹町赤レンガ通り - 昭和通り - オアシス広場前（県立美術館南） - 大道校区公民館前 - 大分駅上野の森口 - ホルトホール大分 - 東大道1丁目 - 大分県立聾学校前 - 上野丘公園 - 大分市美術館 - 上野丘公園 - 大分県立聾学校前 - 東大道1丁目 - ホルトホール大分 - 大分駅上野の森口 - 大道校区公民館前 - ガレリア竹町西 - オアシスひろば前（県立美術館南） - 昭和通り - 大分市役所大分合同新聞社前 - 県庁正門前 - コンパルホール入口 - 金池 - 大分駅前 - 要町[11]

### 2017年10月1日 - 2019年3月31日
- 要町 - 大分駅前7番 - トキハ・フォーラス前 - 竹町赤レンガ通り - 昭和通り - オアシス広場前（県立美術館南） - 大道校区公民館前 - 大分駅上野の森口 - ホルトホール大分 - 東大道1丁目 - 大分県立聾学校前 - 上野丘公園 - 大分市美術館 - 上野丘公園 - 大分県立聾学校前 - 東大道1丁目 - ホルトホール大分 - 大分駅上野の森口 - 大道校区公民館前 - ガレリア竹町西 - オアシスひろば前（県立美術館南） - 昭和通り - 大分市役所大分合同新聞社前 - 県庁正門前 - コンパルホール入口 - 金池 - 大分駅前 - 要町[11]

### 2016年2月8日 - 2017年9月30日
- 要町 - 大分駅前3番 - 金池 - コンパルホール入口 - 県庁正門前 - 大分市役所合同新聞社前 - 昭和通り - オアシス広場前（県立美術館入口） - 大道校区公民館前 - 大分駅上野の森口 - ホルトホール大分 - 東大道1丁目 - 大分県立聾学校前 - 上野丘公園 - 大分市美術館 - 上野丘公園 - 大分県立聾学校前 - 東大道1丁目 - ホルトホール大分- 大分駅上野の森口 - 大道校区公民館前 - オアシス広場前（県立美術館入口） - 昭和通り - 大分市役所合同新聞社前 - 県庁正門前 - コンパルホール入口 - 金池 - 大分駅前（降車のみ） - 要町（降車のみ）[1]

### 2015年6月13日 - 2016年2月7日
- 要町 - 大分駅前7番 - トキハ・フォーラス前 - 竹町赤レンガ通り - 昭和通り - オアシス広場前（県立美術館入口） - 大道校区公民館前 - 大分駅上野の森口 - ホルトホール大分 - 東大道1丁目 - 大分県立聾学校前 - 上野丘公園 - 大分市美術館 - 上野丘公園 - 大分県立聾学校前 - 東大道1丁目 - ホルトホール大分- 大分駅上野の森口 - 大道校区公民館前 - オアシス広場前（県立美術館入口） - 昭和通り - 中央通りトキハ前1番 - 大分駅前（降車のみ） - 要町（降車のみ）[2][8]

## 車両
2018年3月30日以降、リニューアルされた以下の3台が専用車として使用される。
- 大分バス12769 - 日野・レインボーRJ+西工96MC。スロープ付き。
- 大分バス12903 - 日野・リエッセ。リフト付き。
- 大分交通657 - いすゞ・エルガミオノンステップ。スロープ付き。

なお、点検などにより専用車が運用できない場合、一般路線車が代走することがある。

## 過去の車両
2018年3月29日以前は、リニューアルされる前の以下の3台が専用車として使用されていた。
- 大分バス12648 - 日野・レインボーRJ。現在は大野竹田バス本社に譲渡し、三重発着系統で運用中。
- 大分バス12887 - 日野・リエッセ。現在は大分南営業所に転属し、由布市コミュニテイバス狭間地域で運用中。
- 大分交通64 (OH726) - 日野・レインボーRJ。現在は玖珠観光バスに譲渡された。